# Teenage Mutant Ninja Turtles III: The Manhattan Project
Teenage Mutant Ninja Turtles III: The Manhattan Project, pubblicato come Teenage Mutant Ninja Turtles 2: The Manhattan Project (ティーンエイジ・ミュータント・ニンジャ・タートルズ2 ザ・マンハッタン・プロジェクト) in Giappone, è un videogioco a scorrimento pubblicato dalla Konami per Nintendo Entertainment System in America del Nord nel 1992. È il terzo titolo della serie Teenage Mutant Ninja Turtles ad essere pubblicato per NES.
Il videogioco sfrutta la stessa meccanica di gioco utilizzata nel precedente titolo, Teenage Mutant Ninja Turtles II: The Arcade Game, ma a differenza dei suoi predecessori, si tratta di un titolo originale per NES senza nessuna precedente versione per arcade.